# Dutch Food Valley Classic 2013
La Dutch Food Valley Classic 2013, ventottesima edizione della corsa, valida come evento dell'UCI Europe Tour 2013 categoria 1.1, si svolse il 23 agosto 2013 su un percorso di 192,3 km. Fu vinta dall'italiano Elia Viviani, che terminò la gara in 4h 26' 31" alla media di 43,29 km/h.
Furono 93 i ciclisti che portarono a termine la competizione.

## Squadre e corridori partecipanti
| N.    | Cod. | Squadra                     |
| ----- | ---- | --------------------------- |
| 1-6   | BEL  | Belkin Pro Cycling Team     |
| 11-16 | CAN  | Cannondale Pro Cycling      |
| 21-26 | ARG  | Team Argos-Shimano          |
| 31-36 | VCD  | Vacansoleil-DCM             |
| 41-46 | CRE  | Crelan-Euphony              |
| 51-56 | TSV  | Topsport Vlaanderen-Baloise |
| 61-66 | AJW  | Accent Jobs-Wanty           |
| 71-76 | SKT  | An Post-Chainreaction       |
| 81-86 | RIJ  | Cyclingteam De Rijke-Shanks |
| 91-96 | CJP  | Cyclingteam Jo Piels        |

| N.      | Cod. | Squadra                   |
| ------- | ---- | ------------------------- |
| 101-106 | DOL  | Doltcini-Flanders         |
| 111-116 | KOG  | Koga Cycling Team         |
| 121-126 | MGT  | Madison-Genesis           |
| 131-136 | MET  | Metec-TKH Continental     |
| 141-146 | TSP  | Nutrixxion-Abus           |
| 151-156 | STF  | Start-Trigon Cycling Team |
| 161-166 | NSP  | NSP-Ghost                 |
| 171-176 | TST  | Team Saxo-Tinkoff         |
| 181-186 | MMM  | Team 3M                   |
| 191-196 | NLD  | Paesi Bassi               |

## Ordine d'arrivo (Top 10)
| Pos. | Corridore           | Squadra       | Tempo    |
| ---- | ------------------- | ------------- | -------- |
| 1    | Elia Viviani        | Cannondale    | 4h26'31" |
| 2    | Danilo Napolitano   | AccentJobs    | s.t.     |
| 3    | Kenny van Hummel    | Vacansoleil   | s.t.     |
| 4    | Wouter Wippert      | Team 3M       | s.t.     |
| 5    | Maxime Vantomme     | Crelan        | s.t.     |
| 6    | Tom Veelers         | Argos-Shimano | s.t.     |
| 7    | Sam Bennett         | An Post       | s.t.     |
| 8    | Michael Van Staeyen | Topsport Vl.  | s.t.     |
| 9    | Kenneth Vanbilsen   | Topsport Vl.  | s.t.     |
| 10   | Egidijus Juodvalkis | Crelan        | s.t.     |